# A Day to Remember (band)
A Day to Remember is een Amerikaanse hard rock uit Ocala in de Amerikaanse staat Florida opgericht in 2003 door gitarist Tom Denny en drummer Bobby Scruggs. De band heeft vier studioalbums, diverse singles en een reeks muziekvideo's uitgebracht. Ze zijn vooral bekend door hun ongebruikelijke samensmelting van metalcore en poppunk als muzikale stijl.

## Geschiedenis
Na gespeeld te hebben in verschillende bands in Ocala, kwamen zanger Jeremy McKinnon, de gitaristen Neil Westfall en Tom Denney, bassist Joshua Woodard en drummer Bobby Scruggs in 2003 bij elkaar. Niet lang daarna begon de band aan een tournee van ruim 200 concerten. Ze kregen een platencontract aangeboden bij Indianola Records, bij welk platenlabel in mei 2005 hun debuutalbum And Their Name Was Treason verscheen, waarvan 8690 exemplaren werden verkocht.
Niet lang daarna tekende de band een contract met Victory Records en begonnen zij aan de opnamen voor hun tweede album, For Those Who Have Heart, dat in januari 2007 verscheen en op nr. 17 in Billboards Top Heatseekers belandde. Op 24 september 2007 plaatsten zij hun cover van Kelly Clarksons hitsingle "Since U Been Gone" op hun Myspace-pagina. Deze versie verscheen later, in februari 2008, op de heruitgave van For Those Who Have Heart.
Vanaf januari 2008 volgden verschillende tournees door de Verenigde Staten, Groot-Brittannië en Australië, met optredens op onder meer de jaarlijkse muziekfestivals The Bamboozle in New Jersey en het Download Festival in Donington Park en in Sydney, Melbourne, Brisbane, Perth en Adelaide. Aan het eind van het jaar waren ook de opnamen gereed voor hun derde studioalbum, Homesick, dat op 2 februari 2009 in Europa zou uitkomen en op nummer 21 in de Billboard 200 en nummer 1 in de Billboard Independent Albums zou komen te staan. In juli 2010 waren er 200.000 exemplaren van dit album verkocht.
Het jaar erop toerde A Day to Remember door Europa, Azië en Nieuw-Zeeland, en opnieuw de Verenigde Staten, Groot-Brittannië en Australië. Voorafgaand aan de tournee door de Verenigde Staten brak Tom Denney zijn pols, waardoor hij moest worden vervangen door Kevin Skaff, een voormalig lid van de Amerikaanse post-hardcoreband Four Letter Lie. In juni 2009 volgde echter het bericht dat Denney de band had verlaten, volgens zeggen omdat hij zich wilde concentreren op zijn huwelijk en gezin en zijn opnamestudio. Kevin Skaff volgde hem daarom blijvend op. Bovendien moest de band zijn optreden op de Reading en Leeds Festivals afzeggen, doordat gitarist en achtergrondzanger Neil Westfall een operatie moest ondergaan.
Ook in 2010 maakte de band diverse tournees, dit keer door Australië (Soundwave-festival), Groot-Brittannië en Noord-Amerika. Bovendien verscheen in november hun vierde album, What Separates Me from You, opgenomen in de Wade Studios in Ocala in Florida.
Op 5 december 2011 werd bekend dat A Day to Remember van plan was Victory Records wegens contractbreuk voor de rechter te dagen. De band beweerde dat de platenmaatschappij hen nog ruim 75.000 dollar aan royalty's verschuldigd was. Volgens Victory Records draaide de zaak echter om de weigering van de bandleden om te voldoen aan hun contractuele verplichtingen in verband met hun vijfde muziekalbum en de wens van de band om naar een andere platenmaatschappij over te stappen. Na een tournee door de Verenigde Staten en Groot-Brittannië in november en december had A Day to Remember nieuw materiaal bijeenvergaard voor een vijfde studioalbum. Jeremy McKinnon kondigde aan dat zij begin 2012 de studio in zouden gaan om aan de opnamen te werken. De band liet weten dat de leadsingle van hun nieuwe album de titel "This Is Not What We're Supposed to Be" zou gaan dragen. Op het moment van schrijven was nog onduidelijk wanneer het album zou uitkomen.

## Bandleden
- Jeremy McKinnon – leadzanger (sinds 2003)
- Neil Westfall – slaggitarist, achtergrondzanger (sinds 2003)
- Joshua Woodard – basgitarist (sinds 2003)
- Alex Shelnutt – drummer (sinds 2006)
- Kevin Skaff – leadgitarist, achtergrondzanger (sinds 2009)

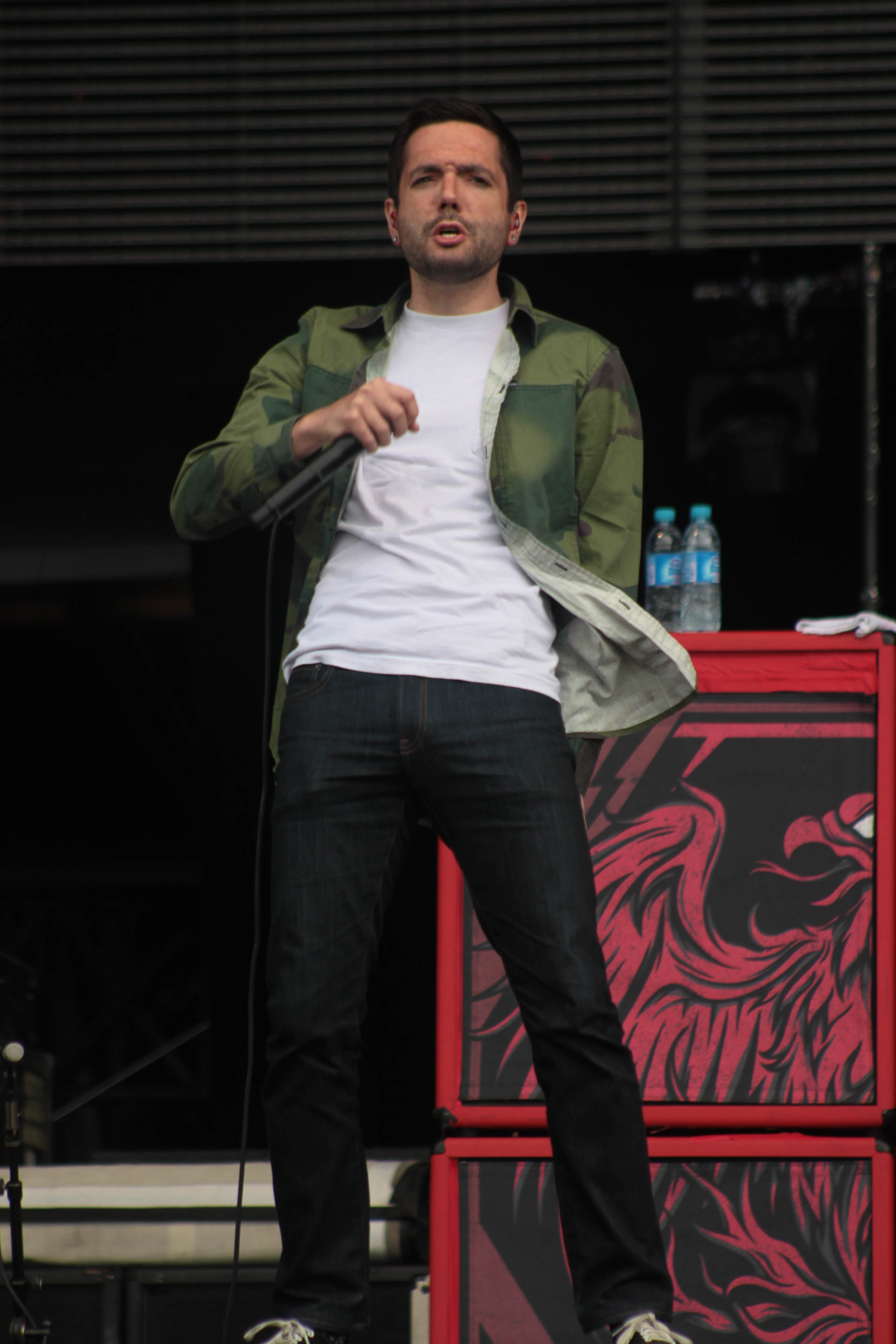
Jeremy McKinnon
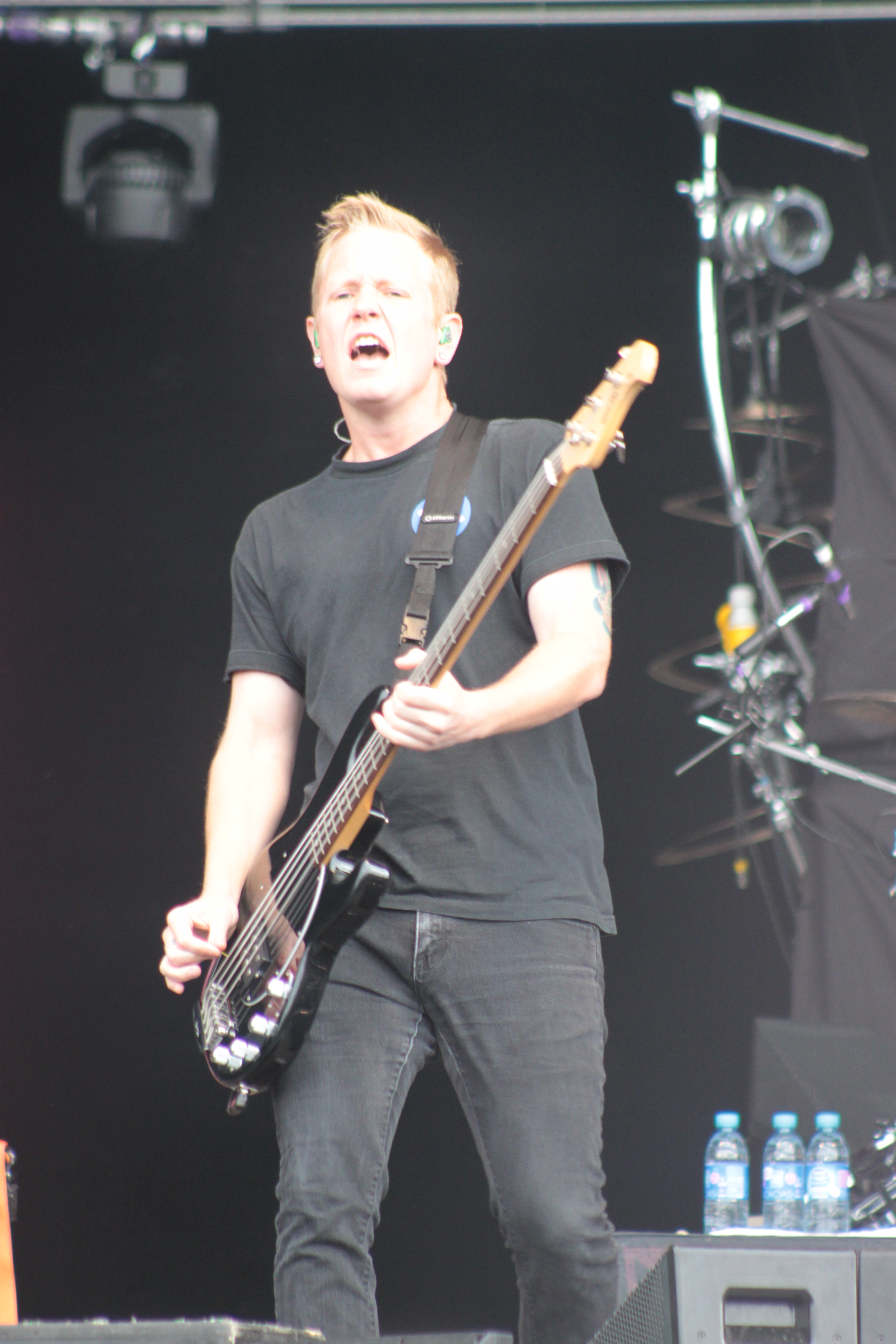
Joshua Woodard
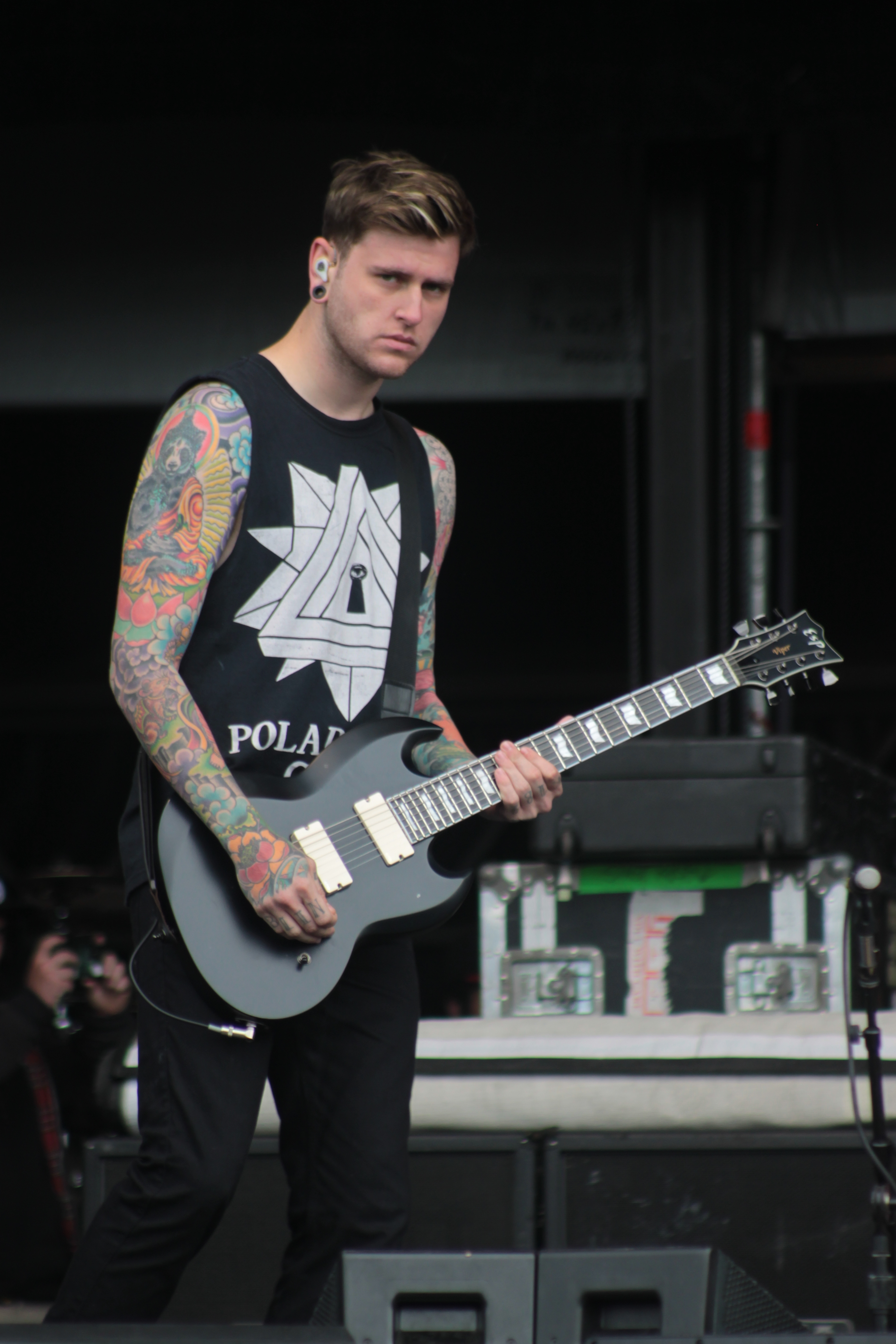
Neil Westfall
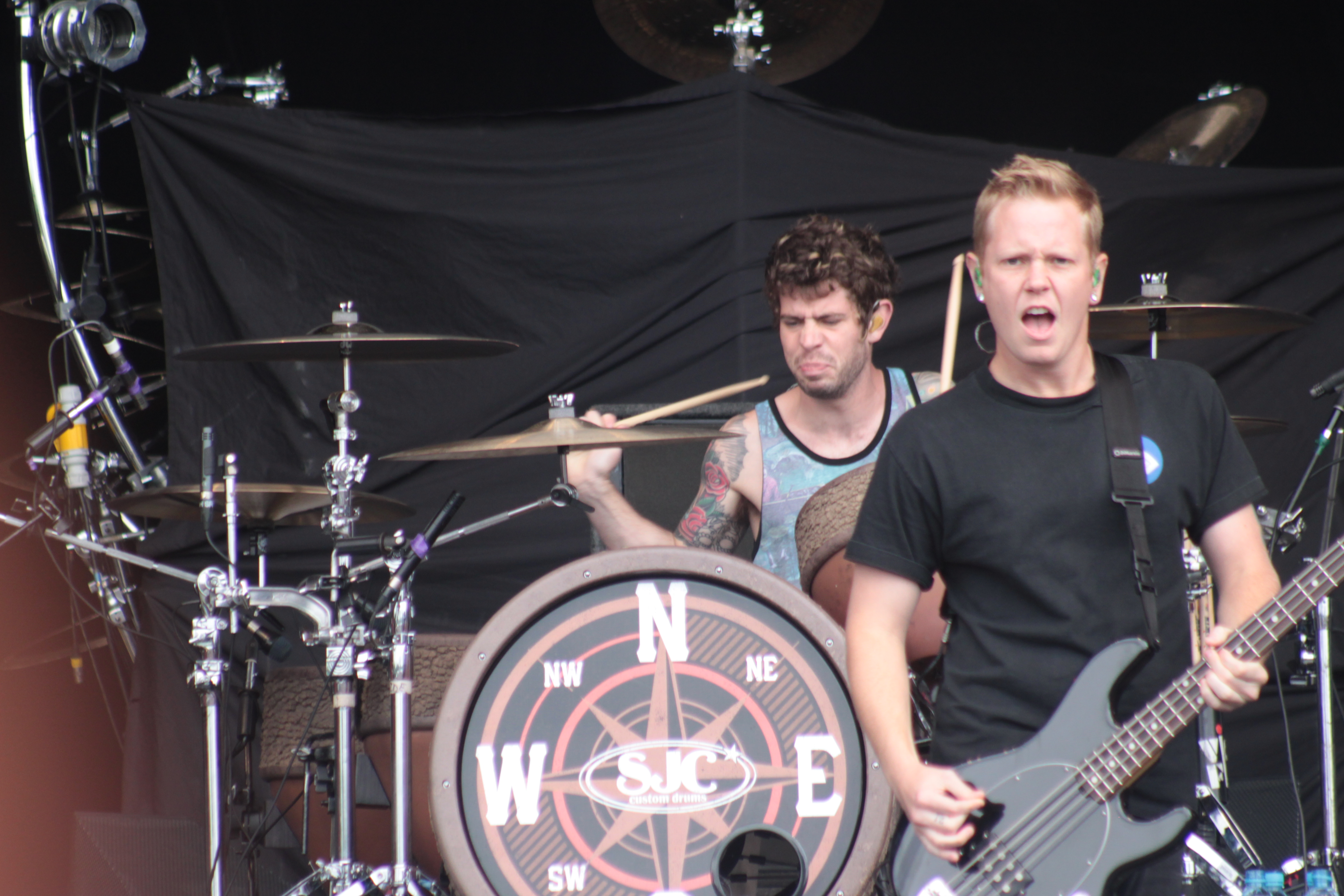
Alex Shelnutt & Joshua
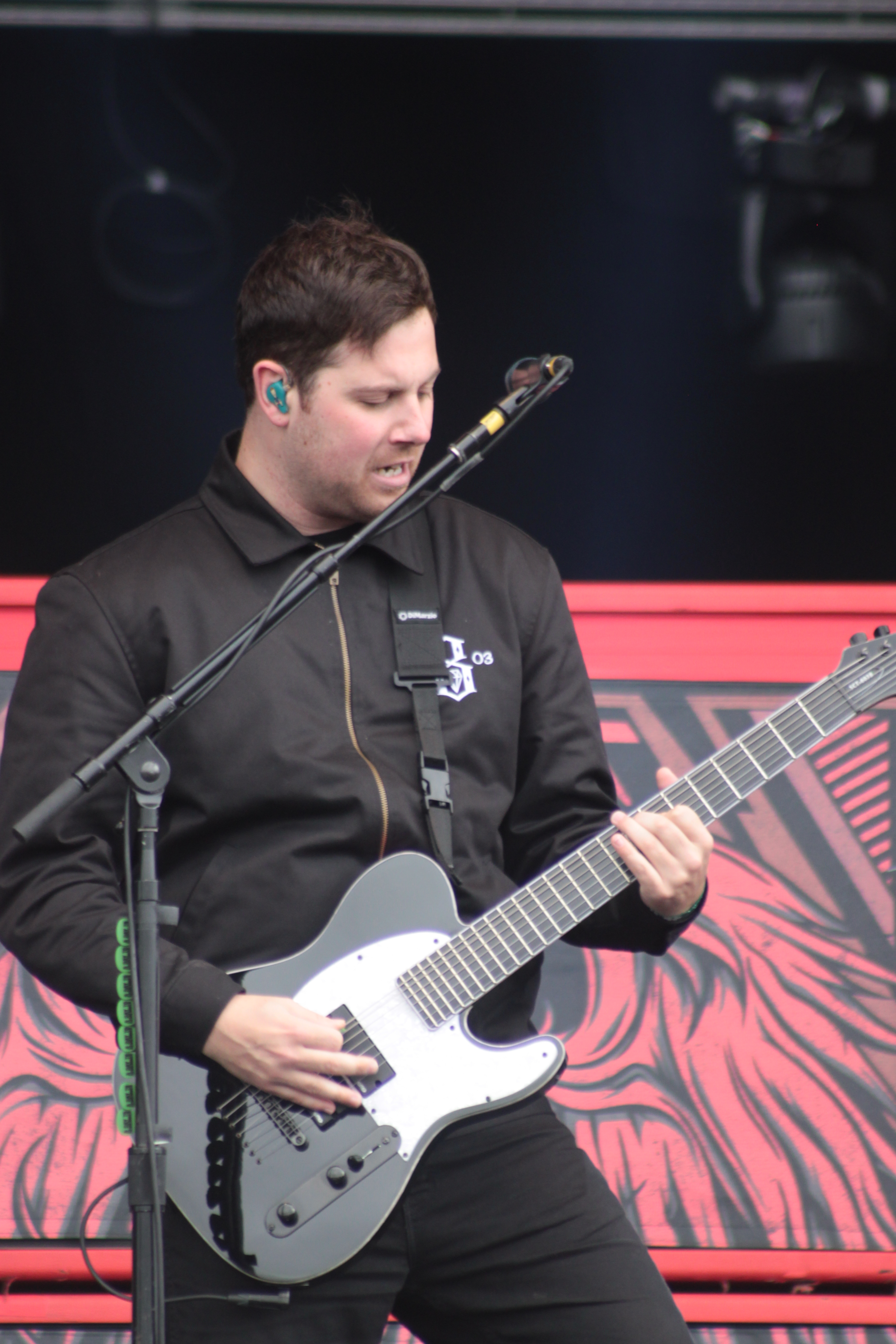
Kevin Skaff

Voormalige leden:
- Tom Denney – leadgitarist, achtergrondzanger (2003-2009)
- Bobby Scruggs – drummer (2003-2006)
- Brandon Roberts – drummer (2003)

## Discografie

### Albums
- And Their Name Was Treason (Indianola Records, 2005)
- For Those Who Have Heart (Victory Records, 2007)
- Old Record (Victory Records, 2008) - Heruitgave van And Their Name Was Treason
- Homesick (Victory Records, 2009)
- What Separates Me from You (Victory Records, 2010)
- Common Courtesy (zelf uitgebracht, 2013)
- Bad Vibrations (2 september 2016)

| Album met hitnotering(en) in de Vlaamse Ultratop 200 albums | Datum van verschijnen | Datum van binnenkomst | Hoogste positie | Aantal weken | Opmerkingen                               |
| ----------------------------------------------------------- | --------------------- | --------------------- | --------------- | ------------ | ----------------------------------------- |
| And Their Name Was Treason                                  | 10-05-2005            | -                     |                 |              |                                           |
| For Those Who Have Heart                                    | 22-01-2007            | -                     |                 |              |                                           |
| Old Record                                                  | 01-10-2008            | -                     |                 |              | Heruitgave van And Their Name Was Treason |
| Homesick                                                    | 03-02-2009            | -                     |                 |              |                                           |
| What Separates Me from You                                  | 16-11-2010            | -                     |                 |              |                                           |
| Common Courtesy                                             | 08-10-2013            | 07/12/2013            | 188             | 1            |                                           |
| Bad Vibrations                                              | 02-09-2016            |                       |                 |              |                                           |

### Ep's
- Attack of the Killer B-Sides (Victory Records, 2010)

### Muziekvideo's
- A Second Glance (2006, And Their Name Was Treason)
- The Plot to Bomb the Panhandle (2007, For Those Who Have Heart)
- The Danger In Starting a Fire (2007, For Those Who Have Heart)
- Since U Been Gone (2008, For Those Who Have Heart heruitgave)
- The Downfall of Us All (2009, Homesick)
- Right Where You Want Me to Be (2009, Attack Of The Killer B-Sides)
- I’m Made of Wax, Larry, What Are You Made Of? (2010, Homesick) - Met Mike Hranica (The Devil Wears Prada)
- Have Faith in Me (2010, Homesick)
- All I Want (2011, What Separates Me from You)
- All Signs Point To Lauderdale (2011, What Separates Me from You)
- 2nd Sucks (2012, What Separates Me from You)
- Right Back At It Again (2013, Common Courtesy)
- End Of Me (2014, Common Courtesy)
- I'm Already Gone (2014, Common Courtesy)
- City of Ocala (2015, Common Courtesy)
- Paranoia (2016, Bad Vibrations)
- Bad Vibrations (2016, Bad Vibrations)
- Bullfight (2016, Bad Vibrations)
- Naivety (2016, Bad Vibrations)